# Carex cochranei
Espèce
Classification phylogénétique
Carex cochranei est une espèce des plantes du genre Carex et de la famille des Cyperaceae.